# Maja Pelević
Maja Pelević, cyr. Маја Пелевић (ur. 13 lutego 1981 w Belgradzie) – serbska dramatopisarka i scenarzystka.

## Życiorys
W 2005 ukończyła studia na wydziale dramatu Uniwersytetu Sztuk Pięknych w Belgradzie, a w 2012 obroniła pracę doktorską. W latach 2007-2010 pracowała jako dramaturg w Teatrze Narodowym w Belgradzie. Współpracuje z czasopismem teatralnym Scena. Uczestniczy w międzynarodowych projektach twórców dramatu.

## Twórczość
Dorobek twórczy Pelević obejmuje scenariusze filmowe i ponad 20 sztuk teatralnych, wystawianych na scenach Belgradu, Londynu i Oslo. W październiku 2014 sztukę Skórka pomarańczowa wystawił Teatr im. Stefana Jaracza w Olsztynie, w reż. Małgorzaty Warsickiej.

## Scenariusze filmowe
- 2018: Jutro ce promeniti sve
- 2022-2024: Popadija
- 2024: Szabla (serial TV)

## Tłumaczenia na język polski
- 2011: Może jesteśmy Myszką Miki, tł. Dominika Zwierzchowska, [w:] Serbska ruletka. Dramat serbski po 1995 roku, tom 2, Katowice 2011, s. 175-208.
- 2011: Skórka pomarańczowa, tł. Dorota Jovanka Ćirlić, Postpolityczność : antologia nowego dramatu serbskiego, tom 2, Kraków 2011.
- 2018: Belgrad-Berlin, tł. Dorota Jovanka Ćirlić, Dialog: miesięcznik poświęcony dramaturgii współczesnej, R. 63, nr 7/8 (2018), s. 92-124.
- 2024: Ostatnie dziewczynki na ziemi, tł. Dorota Jovanka Ćirlić, Dialog: miesięcznik poświęcony dramaturgii współczesnej, R. 69, nr 4 (2024), s. 145-190.

## Nagrody i wyróżnienia
Laureatka Nagrody Slobodana Selenicia za najlepszy dramat serbski (2005) i Nagrody Borislava Mihiza (2006).